# Horní Heřmanice (Vysočina)
Horní Heřmanice é uma comuna checa localizada na região de Vysočina, distrito de Třebíč.